# Casimirella crispula
Casimirella crispula är en tvåhjärtbladig växtart som först beskrevs av Howard, och fick sitt nu gällande namn av Richard Alden Howard. Casimirella crispula ingår i släktet Casimirella och familjen Icacinaceae. Inga underarter finns listade i Catalogue of Life.